# Monty Woolley
Edgar Montillion Woolley, popularmente conocido como Monty Woolley (17 de agosto de 1888 - 6 de mayo de 1963) fue un actor radiofónico, teatral, cinematográfico y televisivo de nacionalidad estadounidense. A los 50 años de edad consiguió el estrellato por su papel en la obra teatral The Man Who Came to Dinner, así como en su posterior adaptación cinematográfica en 1942. Su característica más personal era su barba blanca.

## Primeros años
Nació en la ciudad de Nueva York en el seno de una familia adinerada (su padre era propietario del Hotel Bristol), por lo cual se crio formando parte de los más altos círculos sociales. Woolley recibió el título de grado por la Universidad de Yale, donde Cole Porter fue compañero de estudios e íntimo amigo, y la maestría por la misma universidad y por la Universidad de Harvard. Finalmente fue profesor ayudante de inglés y de estudios dramáticos de la Universidad de Yale, teniendo entre sus estudiantes a Thornton Wilder y Stephen Vincent Benét. 
En otro ámbito, con el inicio de la Primera Guerra Mundial Woolley sirvió en el Ejército de los Estados Unidos con el empleo de teniente, siendo asignado al Estado Mayor en París.

## Carrera interpretativa
Woolley empezó a dirigir teatro en el circuito de Broadway en 1929, y se inició como actor en 1936, tras dejar su vida académica. En 1939 actuó en la comedia de George S. Kaufman y Moss Hart The Man Who Came to Dinner, haciendo un total de 783 representaciones. Fue por este papel, bien recibido por la crítica, que se le encasilló en papeles de personajes de lengua afilada, sofisticados y arrogantes.
Al igual que Clifton Webb, Woolley firmó un contrato con 20th Century Fox en la década de 1940 y actuó en numerosos filmes hasta mediados de la de 1950. Su papel cinematográfico de mayor fama fue el primero que interpretó en Broadway, en la versión filmada en 1942 de The Man Who Came to Dinner, una caricatura del legendario crítico teatral Alexander Woollcott. La película recibió buenas críticas por parte del The New York Times.
En 1946 Woolley se interpretó a sí mismo en la biografía de Cole Porter que Warner Bros. rodó en 1946, Night and Day (1946). 
Woolley también trabajó con frecuencia en la radio como artista invitado, empezando en el medio como contrapartida de Al Jolson. Woolley se hizo familiar interviniendo en shows como The Fred Allen Show, Duffy's Tavern, The Big Show, The Chase and Sanborn Hour, con Edgar Bergen y su muñeco Charlie McCarthy, y otros. 
En 1950 Woolley consiguió el papel protagonista de la serie de la NBC The Magnificent Montague. Su papel era el de un antiguo actor shakespeariano que se ve forzado a tragarse su orgullo y trabajar en una emisora de radio, llegando a convertirse en una improbable estrella a la vez que debe batallar con su esposa, Lily (Anne Seymour), y con la bromista sirvienta Agnes (Pert Kelton). El show se emitió entre noviembre de 1950 y septiembre de 1951.
Al principio Woolley actuaba en televisión haciendo cameos, hasta que finalmente tuvo su propia serie dramática, On Stage with Monty Woolley. También actuó en 1954 en una adaptación televisiva realizada por la CBS de la obra The Man Who Came to Dinner, la cual fustigaron algunos críticos, además de trabajar en otros dramas televisados dentro de la serie Best of Broadway.
Tras finalizar u último film, Kismet (1955), Woolley volvió a la radio, medio en el que trabajó alrededor de un año, tras lo cual se vio forzado al retiro como consecuencia de su mala salud.
Woolley fue nominado en dos ocasiones a un Premio Oscar, una al Oscar al mejor actor en 1943 por The Pied Piper, y otra al Oscar al mejor actor de reparto en 1945 por Since You Went Away. En 1942 ganó el Premio al Mejor Actor concedido por el National Board of Review por su papel en The Pied Piper.
A Woolley se le concedió una estrella en el Paseo de la Fama de Hollywood, oficialmente por su trabajo para el cine, aunque su estrella lleva el emblema televisivo.

## Fallecimiento
Monty Woolley, afectuosamente conocido como "La Barba," falleció a causa de dolencias renales y cardiacas el 6 de mayo de 1963 en Albany, Nueva York, a los 74 años de edad. Fue enterrado en el Cementerio Greenridge de Saratoga Springs (Nueva York).

## Teatro
- Fifty Million Frenchmen (1929) - Director
- The New Yorkers (1930) - Director
- The Second Little Show (1930) - Director
- America's Sweetheart (1931) - Director
- Champagne, Sec (1933) - Director
- Walk a Little Faster (1933) - Director
- Jubilee (1935) - Director
- On Your Toes (1936) - Sergei Alexandrovitch
- Knights of Song (1938) – Su Alteza Real, Albert Edward
- The Man Who Came to Dinner (1939) - Sheridan Whiteside[17][18]

## Filmografía
| - Ladies in Love (1936) (no acreditado) - Live, Love and Learn (1937) - Nothing Sacred (La reina de Nueva York) (1937) (no acreditado) - Everybody Sing (1938) - Arsène Lupin Returns (La vuelta de Arsenio Lupin) (1938) - Three Comrades (Tres camaradas) (1938) - The Girl of the Golden West (Ciudad de oro) (1938) - The Forgotten Step (1938, corto) - Lord Jeff (Horizontes de gloria) (1938) - Vacation from Love (1938) (no acreditado) - Young Dr. Kildare (1938) - Artists and Models Abroad (Cómicos en París) (1938) - Zaza (1939) (no acreditado) - Midnight (1939) - Never Say Die (1939) - Man About Town (Un tenorio improvisado) (1939) | - Honeymoon in Bali (1939) (no acreditado) - Dancing Co-Ed (1939) - See Your Doctor (1939, corto) (no acreditado) - The Man Who Came to Dinner (1942) - The Pied Piper (1942) - Life Begins at Eight-Thirty (1942) - Holy Matrimony (1943) - Since You Went Away (Desde que te fuiste) (1944) - Irish Eyes Are Smiling (1944) - Molly and Me (1945) - Night and Day (Noche y día) (1946) - The Bishop's Wife (La mujer del obispo) (1947) - Paris 1900 (1947) - Miss Tatlock's Millions (1948) - As Young as You Feel (1951) - Kismet (1955) |

## Premios y distinciones
Premios Óscar
| Año  | Categoría              | Película            | Resultado |
| ---- | ---------------------- | ------------------- | --------- |
| 1943 | Mejor actor            | The Pied Piper      | Nominado  |
| 1945 | Mejor actor de reparto | Desde que te fuiste | Nominado  |